# 根特美術館
根特美術館（荷蘭語：Museum voor Schone Kunsten）是位於比利時城市根特的一座美術館，收藏自14世紀至20世紀前期歐洲畫家的作品。根特美術館成立於1798年，是比利時歷史最久的美術館之一。

## 外部連結

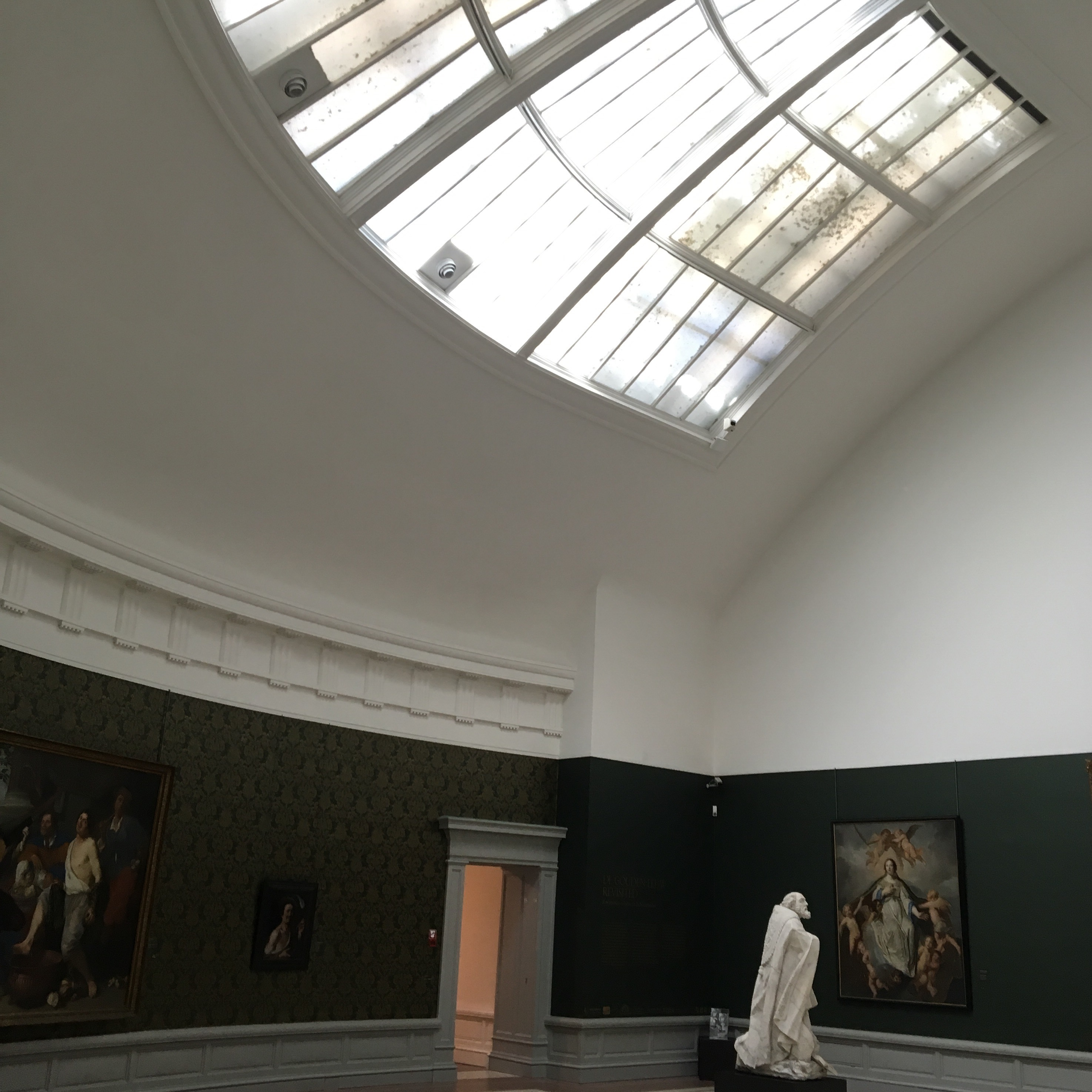
根特美术馆

- Museum voor Schone Kunsten Gent / Museum of Fine Arts Ghent （页面存档备份，存于） （荷兰文）, （英文）
- The Flemish Art Collection （页面存档备份，存于）

51°02′18″N 3°43′26″E / 51.0383°N 3.7238°E